# Ivarsfjorden
Ivarsfjord (nordsamisk: Vuoiddasvuotna) er en fjordarm af Hopsfjorden i Gamvik kommune i Troms og Finnmark fylke i Norge. Fjorden har indløb mellem Ytre Værnes i vest og Indre Hopsneset i øst og går 3,5 kilometer mod nordøst til Ivarsfjordbotnen i enden af fjorden.
Bygden Ivarsfjord ligger på vestsiden af fjorden. På østsiden ligger en lille gård ved en ås der kaldes Sukkertoppen. Dere  ligger to holme i fjorden, Torvholmen og Sandholmen. 
Fylkesvei 264 (Finnmark) går langs begge sider af fjorden.